# Општина Силиштеа (Телеорман)
Силиштеа (рум. Siliştea) општина је у Румунији у округу Телеорман.
Oпштина се налази на надморској висини од 131 m.